# Gerard Lisle, I barone Lisle
Gerard Lisle, I barone Lisle, Kingston Lisle (latinizzato in de Insula ("dall'isola"), francese de L'Isle) (1304 circa – 9 giugno 1360), è stato un nobile e cavaliere medievale britannico.

## Biografia

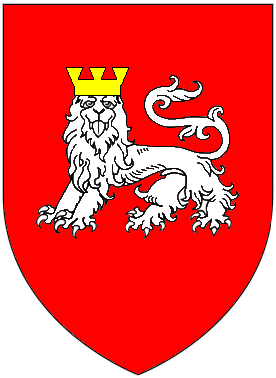
Arms of Lisle of Kingston Lisle: Leone di argento coronato

Gerard Lisle nacque intorno al 1304, nella parrocchia di Sparsholt, Berkshire, figlio ed erede di Sir Warin di Lisle di Kingston Lisle e Alice le Tyeys (figlia di Henry le Tyeys, I Lord di Tyeys), custode del Castello di Windsor. Cavaliere inglese durante le campagne di Re Edoardo III in Scozia e Francia. Suo nonno era Gerardo I de Lisle di Kingston Lisle, figlio minore di Robert de Lisle di Rougemont e di sua moglie Alice FitzGerold (nipote di Enrico I FitzGerold (m.1173/4)), erede di Kingston. Nel 1269 Alice concesse il maniero di Kingston al figlio minore Gerardo I de Lisle, la cui famiglia adottò lo stemma di FitzGerold: Il leone di argento coronato.
Fu nominato cavaliere nel 1327. Nel 1329 dimostrò il suo diritto e libera dalla guerra le sue terre demesne a Stowe e Kislingbury, nel Northamptonshire. Nel 1339 Gerardo ebbe una disputa con sua madre, Alice, riguardo alla sua eredita della chiesa di Stowe, nel Northamptonshire, ma ammise che non era il momento; si lamentò anche di violazione del suo parco a Stowe. Servì l'Inghilterra nella seconda guerra d'indipendenza scozzese nel 1333 e nel 1335, sotto la guida di Richard FitzAlan, X conte di Arundel e durante la guerra dei cent'anni in Francia e combatté nella battaglia di Crècy del 1346.
Fu convocato in Parlamento il 15 dicembre 1357, e in consiglio il 20 giugno 1358 diventa Barone Lisle.

## Matrimoni e discendenza
Si sposò due volte:
Per la prima volta (dopo il 3 dicembre 1329), con Eleonora di Arundel (m. prima del 1347), figlia di Edmund de Arundel (o Fitz Alan), Cavaliere, 9 Conte di Arundel, e di Alice, figlia di William de Warenne, Cavaliere. Era la vedova di Guglielmo di San Giovanni. Da Eleonora, Gerardo ebbe un figlio:
- Sir Warin Lisle, II barone Lisle.[9] che sposò Margaret del Lisle,[10] e Joan del Lisle.[11]

Si sposò per la seconda volta (prima del 10 luglio 1351 o forse il 29 luglio 1349 data della sua presentazione alla chiesa di Abbotstone) con Elizabeth le Strange (m. 1362), figlia di Sir John le Strange, II barone Strange di Blackmere, e di Ankaret le Boteler, figlia di William le Boteler, I barone Boteler di Wem. con Gerad ebbe una figlia:
- Alice de Lisle,[13] che sposò Thomas de Stonore, Cavaliere, di Stonor, a Pyrton, Oxfordshire.[14]